# Abaphospora suecica
Abaphospora suecica är en svampart som tillhör divisionen sporsäcksvampar, och som beskrevs av Wilhelm Kirschstein. Abaphospora suecica ingår i släktet Massarina, och familjen Massarinaceae. Arten är reproducerande i Sverige.